# Marion (Louisiana)
Marion és una població dels Estats Units a l'estat de Louisiana. Segons el cens del 2000 tenia 806 habitants.

## Demografia
Segons el cens del 2000, Marion tenia 806 habitants, 326 habitatges, i 217 famílies. La densitat de població era de 96,9 habitants/km².
Dels 326 habitatges en un 28,5% hi vivien nens de menys de 18 anys, en un 43,9% hi vivien parelles casades, en un 18,4% dones solteres, i en un 33,4% no eren unitats familiars. En el 30,4% dels habitatges hi vivien persones soles el 14,4% de les quals corresponia a persones de 65 anys o més que vivien soles. El nombre mitjà de persones vivint en cada habitatge era de 2,47 i el nombre mitjà de persones que vivien en cada família era de 3,13.
Per edats la població es repartia de la següent manera: un 29,3% tenia menys de 18 anys, un 8,8% entre 18 i 24, un 23,8% entre 25 i 44, un 24,2% de 45 a 60 i un 13,9% 65 anys o més.
L'edat mediana era de 35 anys. Per cada 100 dones de 18 o més anys hi havia 83,9 homes.
La renda mediana per habitatge era de 22.417 $ i la renda mediana per família de 25.962 $. Els homes tenien una renda mediana de 25.313 $ mentre que les dones 13.125 $. La renda per capita de la població era de 10.119 $. Entorn del 20,8% de les famílies i el 24,5% de la població estaven per davall del llindar de pobresa.

## Poblacions més properes
El següent diagrama mostra les poblacions més properes.